# Mauertsmühle
Mauertsmühle ist ein Gemeindeteil der Gemeinde Berg bei Neumarkt in der Oberpfalz im Landkreis Neumarkt in der Oberpfalz in Bayern.

## Geografie
Die Einöde liegt im Oberpfälzer Jura am Traunfelder Bach auf circa 463 m ü. NHN circa acht Kilometer nördlich des Gemeindesitzes.

## Geschichte
Die Mauertsmühle gehörte am Ende des Alten Reiches, um 1800, der Reichsstadt Nürnberg, die die Mühle für das St. Leonhard-Spital in Lauf verwaltete. Die Hochgerichtsbarkeit übte das pfalz-neuburgische Amt Pfaffenhofen aus.
Im Königreich Bayern (1806) wurde ein Steuerdistrikt Häuselstein gebildet, dem neben Häuselstein die Mauertsmühle, Reicheltshofen und Wünricht angehörten und der auch die Gemeinde Eismannsberg umfasste. Bei der Gemeindebildung um 1810/20 wurde die Ruralgemeinde Häuselstein im Landgericht und Rentamt Kastl gebildet, die Ansiedelungen Häuselstein, Mauertsmühle, Reicheltshofen und Wünricht umfassend, 1820 bis 1928 auch den Weiler Wappeltshofen. 1862 kam das Landgericht Kastl und damit auch die Gemeinde Häuselstein mit der Mauertsmühle zum neuen Bezirksamt Velburg, bei dessen Auflösung im Jahr 1880 zum Bezirksamt Neumarkt in der Oberpfalz. Im Zuge der Gebietsreform in Bayern wurde die Gemeinde 1972 aufgelöst. Die Mauertsmühle kam mit den anderen Gemeindeteilen Häuselsteins zur Gemeinde Stöckelsberg. Mit Wirkung vom 1. Mai 1978 wurde diese Gemeinde auch aufgelöst, die Gemeindeteile, darunter auch die Mauertsmühle, wurden Gemeindeteile der Großgemeinde Berg. Die Mühle, zum katholischen Pfarrsprengel von Gnadenberg gehörend, ist 1884/85 nach Stöckelsberg umgepfarrt worden.
Die Mühle wurde durch ein oberschlächtiges Mühlrad angetrieben, das 1956 durch eine Turbine ersetzt wurde. Der an die Mühle angeschlossene Sägebetrieb war schon 1923 eingestellt worden. Bei der Umgestaltung in eine Pension wurde 1964 ein Erweiterungsbau angefügt. Unweit der Mühle entstand vor 2004 ein Pferdestall für 25 Tiere. Eine Reithalle und ein Außenreitplatz kamen hinzu.

### Einwohnerentwicklung
- 1836: 5 (1 Haus)[6]
- 1900: 6 (1 Wohngebäude)[7]
- 1937: 7[8]
- 1970: 2[9]
- 1987: 7 (2 Wohngebäude, 3 Wohnungen)[10]
- 2015: 13 (Stand: 31. Dezember)[11]

## Verkehrsanbindung
Die Mühle liegt an einer Gemeindeverbindungsstraße zwischen Eismannsberg und Häuselstein auf den gegenüberliegenden Höhenzügen.
2014 wurde von der Gemeinde ein 1,8 km langer Forstweg zwischen Häuselstein-Mauertsmühle-Eismannsberg in Richtung der Gemarkung Traunfeld (Gemeinde Lauterhofen) neu gebaut.